# ذبابة (اختلال ضال)
«ذبابة» (بالإنجليزية: Fly)‏ هي الحلقة العاشرة للموسم الثالث من مسلسل إيه إم سي التلفزيوني الدرامي اختلال ضال. كتبها سام كاتلين ومويرا والي-بيكت وأخرجها ريان جونسون، بُثَّت على إيه إم سي في 23 مايو 2010.

## وصلات خارجية
- «ذبابة» على إيه إم سي (بالإنجليزية)
- «ذبابة» على قاعدة بيانات الأفلام على الإنترنت (بالإنجليزية)